# デビュー! ビートルズ・ライヴ'62
『デビュー! ビートルズ・ライヴ'62』（英語: Live At The Star-Club In Hamburg, Germany; 1962.）は、1977年4月8日にアナログLP2枚組で発売されたビートルズのライブ・アルバムである。

## 解説
ビートルズ公式デビュー直後の1962年12月（「ラヴ・ミー・ドゥ」のリリースは同年10月5日）、ハンブルクのスター・クラブにおけるライヴ録音である。ただしメンバーの認可を経ない非公式の録音であり、リリースを望んでいなかった。そのため当時イギリス国内での発売差し止めの訴えを起したものの『歴史的価値がある』として認められなかったが、1998年、最終的にはビートルズ側が販売差し止めに勝訴（この時、最高裁にはメンバーを代表してジョージ・ハリスンが出廷）、以降は発売不可となっている。家庭用テープ・レコーダによるオーディエンス録音で、音質は芳しくない。
アメリカ盤は、「アイ・ソー・ハー・スタンディング・ゼア」、「ツイスト・アンド・シャウト」、「レミニシング」、「アスク・ミー・ホワイ」の4曲が外され、音質がさらに劣る別の4曲（「アイム・ゴナ・シット・ライト・ダウン・アンド・クライ・オヴァー・ユー」、「ホエア・ハヴ・ユー・ビーン・オール・マイ・ライフ」、「ティル・ゼア・ウォズ・ユー」、「シミー・シェイク」）に差し替えられている。
本作発売後の20年もの間、複数のレコード会社により販売権が取得され、その中でも著名なのはアメリカのソニー・ミュージックエンタテインメントで、1991年にCDを発売している。
本作への対抗措置として1977年5月、『ザ・ビートルズ・スーパー・ライヴ!』がリリースされた。

## 収録曲

### DISC 1 SIDE A
1. イントロダクション - Introduction
2. アイ・ソー・ハー・スタンディング・ゼア - I Saw Her Standing There
3. ベートーヴェンをぶっ飛ばせ - Roll Over Beethoven
4. ヒッピー・ヒッピー・シェイク - Hippy Hippy Shake
5. スイート・リトル・シックスティーン - Sweet Little Sixteen
6. レンド・ミー・ユア・コム - Lend Me Your Comb
7. ユア・フィーツ・トゥ・ビッグ - Your Feets To Big

### DISC 1 SIDE B
1. ツイスト・アンド・シャウト - Twist And Shout
2. ミスター・ムーンライト - Mr.Moonlight
3. 蜜の味 - A Taste Of Honey
4. ベサメ・ムーチョ - Besame Mucho
5. レミニシング - Reminiscing
6. カンサス・シティ - Kansas City/Hey, Hey, Hey, Hey

### DISC 2 SIDE C
1. エイント・ナッシング・シェイキン - Ain't Nothing Shakin'
2. 会ったとたんに一目ぼれ - To Know Her Is To Love Her
3. リトル・クイニー - Little Queenie
4. フォーリング・イン・ラヴ・アゲイン - Falling In Love Again
5. アスク・ミー・ホワイ - Ask Me Why
6. ビー・バップ・ア・ルーラ - Be-Bop-A-Lula
7. ハレルヤ・アイ・ラヴ・ハー・ソー - Hallelujah I Love Her So

### DISC 2 SIDE D
1. 夕日に赤い帆 - Red Sails In The Sunset
2. みんないい娘 - Everybody's Trying To Be My Baby
3. トーキン・バウト・ユー - Talkin 'Bout You
4. マッチ・ボックス - Matchbox
5. シミー・シェイク - Shimmy Shake
6. ロング・トール・サリー - Long Tall Sally
7. リメンバー・ユー - Remember You

## Live At The Star-Club In Hamburg, Germany; 1962

### 収録曲

#### DISC 1 SIDE A
1. アイム・ゴナ・シット・ライト・ダウン・アンド・クライ・オヴァー・ユー - I'm Gonna Sit Right Down And Cry Over You
2. ロール・オーヴァー・ベートーヴェン - Roll Over Beethoven
3. ヒッピー・ヒッピー・シェイク - Hippy Hippy Shake
4. スイート・リトル・シックスティーン - Sweet Little Sixteen
5. レンド・ミー・ユア・コム - Lend Me Your Comb
6. ユア・フィーツ・トゥ・ビッグ - Your Feets To Big

#### DISC 1 SIDE B
1. ホエア・ハヴ・ユー・ビーン・オール・マイ・ライフ - Where Have You Been All My Life
2. ミスター・ムーンライト - Mr.Moonlight
3. ベサメ・ムーチョ - Besame Mucho
4. ティル・ゼア・ウォズ・ユー - Till There Was You
5. カンサス・シティ - Kansas City ~ Hey Hey Hey Hey

#### DISC 2 SIDE C
1. エイント・ナッシング・シェイキン - Ain't Nothing Shakin'
2. 会ったとたんに一目ぼれ - To Know Her Is To Love Her
3. リトル・クイニー - Little Queenie
4. フォーリング・イン・ラヴ・アゲイン - Falling In Love Again
5. シェイラ - Shelia
6. ビー・バップ・ア・ルーラ - Be-Bop-A-Lula
7. ハレルヤ・アイ・ラヴ・ハー・ソー - Hallelujah I Love Her So

#### DISC 2 SIDE D
1. 夕日に赤い帆 - Red Sails In The Sunset
2. みんないい娘 - Everybody's Trying To Be My Baby
3. マッチ・ボックス - Matchbox
4. トーキン・バウト・ユー - Talkin 'Bout You
5. シミー・シェイク - Shimmy Shake
6. ロング・トール・サリー - Long Tall Sally
7. リメンバー・ユー - Remember You